# Thomas O’Hara
Thomas O’Hara (* 20. Juli 1911; † 5. April 1984) war ein irischer Politiker der Fine Gael. Von 1951 bis 1957 und von 1965 bis 1973 war er Teachta Dála (Abgeordneter) im Dáil Éireann, dem irischen Unterhaus des Oireachtas.
O’Hara war Kaufmann und Auktionator. Er trat erstmals als unabhängiger Kandidat bei den Wahlen 1943 an, um im Wahlkreis Mayo North einen Sitz für den Dáil zu erringen. Damit scheiterte er aber wie bei den nachfolgenden Wahlen 1944. Bei den Wahlen 1951 war er dann als Kandidat  der Clann na Talmhan erfolgreich und zog in den Dáil ein. Mit den Wahlen 1954 konnte er seinen Sitz verteidigen, verlor ihn jedoch bei den Wahlen 1957 und konnte ihn auch 1961 nicht zurückgewinnen. Bei den Wahlen 1965 trat er dann als Kandidat der Fine Gael an und schaffte den Wiedereinzug in den Dáil. Als bei den Wahlen zum Dáil Éireann 1969 die Wahlkreise neu zugeschnitten wurden, konnte O’Hara im Wahlkreis Mayo East einen Sitz erringen.  Bei den Wahlen 1973 verlor er ihn jedoch wieder. Er trat dann nicht noch einmal zur Wahl an.